# Mehmed IV
Mehmed IV (ur. 2 stycznia 1642 w Konstantynopolu, zm. 6 stycznia 1693 w Edirne) – sułtan z dynastii Osmanów, panujący od roku 1648 do 1687.
Mehmed był synem sułtana Ibrahima i nałożnicy Turhan Hatice, mającej ruskie pochodzenie. Został osadzony na tronie w wieku 6 lat, w okresie destabilizacji władzy centralnej i osłabienia państwa. Faktyczne rządy sprawował w tym czasie wielki wezyr Mehmed Köprülü Pasza, który ustabilizował sytuację wewnętrzną państwa. Dzięki jego polityce imperium odniosło wiele sukcesów, nie tylko militarnych. W 1661 podpisano pokój z Wenecją, co umożliwiło podjęcie walk w innych częściach imperium. Turcy zwyciężali między innymi w 1664 w Siedmiogrodzie i prowadzili także wojnę z Austrią, zdobywając między innymi Ujvar na Węgrzech po czym podpisali z Austriakami korzystny traktat pokojowy w Vasvár. W 1669 ostatecznie zajęli Kretę. Sukcesem był także podpisany z Polską w 1672 traktat w Buczaczu, na mocy którego pod zwierzchnictwo tureckie przechodziły część Naddnieprza i Podole Kamienieckie z Kamieńcem Podolskim. Kolejna kampania przeciwko Polsce zakończyła się podpisaniem rozejmu w Żurawnie w październiku 1676.
Po Köprülü Mehmedzie Paszy wielkim wezyrem został Kara Mustafa. Osmanowie rozpoczęli wówczas nową wojnę z Austrią, w trakcie której wojska tureckie obległy Wiedeń w 1683. Klęska zadana Turkom przez wojska polskie, austriackie i niemieckie pod wodzą polskiego króla Jana III Sobieskiego doprowadziła do utraty przez nich niemal całych Węgier. W tym samym czasie na Morei i wyspach greckich miały miejsce starcia z wojskami weneckimi.
Niepowodzenia i klęski wojskowe doprowadziły do rewolty wojskowej, obalenia sułtana w 1687 i uwięzienia go w Edirne, gdzie zmarł.